# اخس-آلبس
اخس البس دهستانی در استان آبیلای اسپانیا است.
در این دهستان ۶۰ نفر زندگی می‌کنند. مساحت این دهستان ۴۲٫۸۵ کیلومتر مربع است.